# Ерік Якобсен
Ерік Якобсен (англ. Eric Jacobsen, 22 лютого 1960,Нью-Йорк, США) — професор хімії кафедра хімії та хімічної біології Гарвардського університету. Є відомим дослідником у галузі органічної хімії і найвідоміший за розвитком епоксидації Якобсена та іншими роботами в селективному каталізі.
Якобсен здобув у Нью-Йоркському університету ступінь бакалавра та завершив аспірантуру у Каліфорнійський університет у Берклі, захистивши ступінь доктора філософії, в 1986 році під орудою Роберта Бергмана. Пізніше працював у лабораторії Баррі Шарплесс, пізніше — MIT. Викладав в Іллінойському університеті в Урбана-Шампейн, перш ніж переїхати до Гарвардського університету в 1993 році.

## Нагороди та визнання
- 1990:NSF Presidential Young Investigator Award
- 1991:Packard Fellowship
- 1992:Camille and Henry Dreyfus Teacher-Scholar Award
- 1992:Премія Альфреда Слоуна
- 1993:Pfizer Young Faculty Award for Synthetic Organic Chemistry
- 1993:Zeneca Chemistry Award
- 1993:ACS Cope Scholar Award
- 1994:Fluka "Reagent of the Year" Prize
- 1996:Thieme-IUPAC Prize in Synthetic Organic Chemistry
- 1998:Van't Hoff Prize
- 1999:Piero–Pino Prize
- 1999:Baekeland Medal
- 2001:ACS Award for Creativity in Synthetic Organic Chemistry
- 2002:NIH MERIT Award
- 2003:Phi Beta Kappa Teaching Prize
- 2004:AIC Chemical Pioneer Award
- 2004:член Американської академії мистецтв і наук
- 2005:Mitsui Catalysis Award
- 2007:Alan R. Day Award
- 2008:ACS H.C. Brown Award for Synthetic Methods
- 2008:член Національної академії наук США
- 2010:Janssen Pharmaceutica Prize for Creativity in Organic Synthesis
- Yamada–Koga Prize
- 2011:Премія Рьодзі Нойорі[en]
- 2011:Kosolapoff Award, Auburn Section ACS
- 2011:Премія Косолапова, Auburn Section ACS
- 2011:GSK Scholar Award
- 2011:Nagoya Gold Medal Prize
- 2012:Chirality Medal
- 2012:Fannie–Cox Teaching Award, Harvard University
- 2013:Премія Ремсена
- 2013:Bristol-DTC-Syngenta Award
- 2018: Clarivate Citation Laureates